# مانی آندروشفسکی
مانی آندروشفسکی (انگلیسی: Manny Andruszewski؛ زادهٔ ۴ اکتبر ۱۹۵۵) بازیکن فوتبال اهل لهستان است.
از باشگاه‌هایی که در آن بازی کرده‌است می‌توان به باشگاه فوتبال ساوت‌همپتون اشاره کرد.